# Lista över tankesmedjor
Detta är en lista över tankesmedjor uppdelat efter länder.

## Europa
- Bruegel

### Norden
- Timbro, som grundades av dåvarande Svenska Arbetsgivareföreningen, finansieras numera av Stiftelsen Fritt Näringsliv.
- Arena Idé (tidigare Agora) ingår i Arenagruppen och finansieras främst av medlemsförbund i LO och TCO.
- Futurion är TCOs och TCO-förbundens gemensamma tankesmedja för framtidens yrkesliv. Futurion bildades våren 2016.
- Frivärld är en partipolitiskt oberoende utrikes- och säkerhetspolitisk tankesmedja.
- Civitas, med anknytning till kristdemokratin.
- Tankesmedjan Tiden, med anknytning till LO, ABF och SAP.
- Tankesmedjan Visio(fi), med anknytning till grön politik i Finland.[1]
- Cogito, med anknytning till grön politik.
- Fores, en grön och liberal tankesmedja som bildades 2007 av Bertil Ohlininstitutet, Centerpartiet och Studieförbundet Vuxenskolan.
- Studieförbundet Näringsliv och Samhälle
- Global Utmaning
- Oikos, konservativ tankesmedja bildad 2020 av tidigare gruppledare för Sverigedemokraterna Mattias Karlsson.
- Sektor 3, en före detta tankesmedja
- Planka.nu, ett nätverk som beskriver sig själva som "Sveriges enda trafiktankesmedja"
- Eudoxa, en före detta tankesmedja för tech policy och framtidsstudier.
- Katalys, bildad 2012 som en oberoende facklig lobbyorganisation av samverkansgruppen 6F.

### Storbritannien
- Fabianerna
- Adam Smith Insitute
- Centre for Social Justice

### Tyskland
- Friedrich Ebert-stiftelsen
- Konrad Adenauer-stiftelsen
- Rosa Luxemburg-stiftelsen
- Heinrich Böll-stiftelsen
- Friedrich Naumann-stiftelsen

## Nordamerika

### Kanada
- Asia Pacific Foundation of Canada
- Atlantic Institute for Market Studies[2]
- Broadbent Institute
- C.D Howe Institute
- Caledon Institute of Social Policy
- Canada West Foundation[3]
- Canadian Centre for Policy Alternatives
- Canadian Employment Research Forum[4]
- Canadian Global Affairs Institute
- Canadian Institute for Advanced Research
- Canadian International Council
- Canadian Labour and Business Centre[5]
- Canadian Tax Foundation
- Cardus[6]
- Centre for International Governance Innovation
- Centre for Trade Policy and Law[7]
- Clean Energy Canada
- Conference Board of Canada
- Council of Canadians
- Franco-Canadian Research Centre
- Fraser Institute
- Frontier Centre for Public Policy[8]
- Canadian Council on Social Development[9]
- Institute for Public Economics[10]
- Institute for Quantum Computing
- Institute for Research on Public Policy
- Institute on Governance[11]
- International Institute for Sustainable Development
- International Justice Institute[12]
- International Policy Forum
- Institut de recherche et d'informations socio-économiques
- Manning Foundation[13]
- Montreal Economic Institute
- Mowat Centre for Policy Innovation
- North-South Institute
- Parkland Institute[14]
- Pembina Institute
- Perimeter Institute for Theoretical Physics
- Public Policy Forum
- The Conference of Defence Associations
- Western Centre for Economic Research[15]

### USA
- Advocates for Self-Government
- American Enterprise Institute
- Brookings Institution (oberoende, men anses ofta vara Demokratiska partiet närstående)
- Cato Institute (libertariansk)
- Center for American Progress (progressiv)
- Center for Strategic and International Studies (oberoende, inriktad på försvars- och säkerhetspolitiska frågor)
- Competitive Enterprise Institute (libertariansk)
- Heritage Foundation (konservativ)
- Project for the New American Century
- Rand Corporation (oberoende, inriktad på bland annat strategi, försvar, samhällsekonomiska frågor)

## Asien

### Sydasien

#### Bangladesh
- Bangladesh Institute of Development Studies (BIDS)
- Bangladesh Institute of Law and International Affairs (BILIA)
- Bangladesh Institute of Peace and Security Studies (BIPSS)
- Centre for Policy Dialogue (CPD)
- International Growth Centre (IGC)
- Making Our Economy Right (MOER)